# Elaphognathia sugashimaensis
Elaphognathia sugashimaensis is een pissebed uit de familie Gnathiidae. De wetenschappelijke naam van de soort is voor het eerst geldig gepubliceerd in 1981 door Nunomura.